# Батерија тестова
Батерија тестова (енгл. test batteries) је повезана група тестова намењена истовременом испитивању извесне сложене појаве која има више аспеката или димензија (нпр. личност, интелигенција, неуротичност). Испитаник постиже јединствен композитни скор, који представља укупан збир скорова постигнутих на посебним тестовима у оквиру јединствене батерије тестова. Претпоставља се да овај сложен скор има већу валидност и поузданост, а тиме и већу дијагностичку и прогностичку вредност него онај који је добијен само на једном посебном тесту.